# Brasil de Fato
Brasil de Fato é um site de notícias e uma agência de rádio brasileira, que também possui jornais regionais no Rio de Janeiro, Minas Gerais, São Paulo, Paraná e Pernambuco. Possui uma rede nacional e internacional de jornalistas, colaboradores, articulistas e intelectuais de esquerda.

## História
Lançado durante o Fórum Social Mundial, em Porto Alegre, em 25 de janeiro de 2003, por movimentos populares como o MST, a Via Campesina, a Consulta Popular e as Comissões Pastorais sociais, o Brasil de Fato começou como jornal semanal político brasileiro.
Em 2014, iniciou-se a produção de edições regionais do jornal. Além de ter um foco local, as edições regionais têm por objetivo alcançar a classe trabalhadora. Por isso, são produzidas em formato tabloide, e distribuídas gratuitamente nas ruas. Atualmente, existem versões regionais no Rio de Janeiro, São Paulo, Minas Gerais, Paraná e Pernambuco. A edição gaúcha do Brasil de Fato foi lançada em atividades em Santa Maria e Porto Alegre. Nesta cidade, o lançamento deu-se no Memorial Luiz Carlos Prestes, obra de Oscar Niemeyer para homenagear o revolucionário Luiz Carlos Prestes.
Em 24 de junho de 2019 iniciou uma parceria com o Fotos Públicas.
Em agosto de 2023, o jornal dos Estados Unidos The New York Times acusou, em reportagem investigativa, Neville Roy Singham de financiar o Brasil de Fato em nome do Partido Comunista da China.

## Censura

### Eleição presidencial de 2018
Em 20 de outubro de 2018, fiscais do Tribunal Regional Eleitoral do Rio de Janeiro (TRE-RJ) apreenderam milhares de exemplares do Brasil de Fato que encontravam-se guardados na sede do Sindicato dos Petroleiros do Norte Fluminense (Sindipetro) em Macaé. A publicação tinha artigos sobre as propostas dos candidatos a presidente do Brasil, Fernando Haddad (PT-SP) e Jair Bolsonaro (PSL-RJ).
Para recolher as edições foram enviados políciais militares que segundo o TRE-RJ, faziam parte da equipe de fiscalização. Estes agiram de forma truculenta. A ação foi presenciada pelo funcionário do Sindipetro. Na nota divulgada pelo sindicato foi informado que os agentes tentaram pular a grade do sindicato para ter acesso aos exemplares, também ameaçaram atirar na instituição, que encontrava-se fechada por estar fora do período de expediente.
A ordem de apreensão foi dada pelo juiz eleitoral Sandro de Araújo Lontra, que disse ter recebido uma denúncia considerou que "o pretenso jornal na verdade possui nítido propósito de propaganda eleitoral do candidato (...) Fernando Haddad, ao passo que contém matérias pejorativas ao seu adversário Jair Bolsonaro" e que a distribuição da publicação no Sindipetro evidenciaria "possível prática de propaganda eleitoral em bem de uso comum". Também foram recolhidas cópias do Boletim Nascente, do periódico semanal do sindicato.
[N]inguém foi citado, apenas aconteceu a busca e apreensão, fora da normalidade (…) uma ofensa e uma agressão à liberdade de imprensa, de expressão e de opinião.— Patrick Mariano, advogado que representa o Brasil de Fato
A Associação Brasileira de Jornalismo Investigativo (Abraji) divulgou uma nota: 
A Abraji repudia o recolhimento dos exemplares do Brasil de Fato, um ato de censura incompatível com o regime democrático do país. A ordem do juiz Sandro de Araújo Lontra viola a garantia constitucional da liberdade de expressão. Como tal, deve ser revertida e os jornais, devolvidos à circulação.

### Caso Jullyene Lins
Em junho de 2024, o ministro Alexandre de Moraes censurou matérias do Brasil de Fato, Folha de S.Paulo, Mídia Ninja e do portal Terra onde Jullyene Lins acusava seu ex-esposo, o presidente da Câmara dos Deputados Arthur Lira (PP-AL), de que ela teria sido agredida. Moraes reverteu a decisão no dia 19, pois a defesa de Lira pediu a retirada do material por estar sendo publicado "de forma coordenada e orgânica", o que o ministro entendeu que não procedia.

## Prêmios
Prêmio Vladimir Herzog
Menção Honrosa do Prêmio Vladimir Herzog por Áudio
| Ano  | Autor                                                                       | Obra                                    | Resultado |
| ---- | --------------------------------------------------------------------------- | --------------------------------------- | --------- |
| 2019 | "Chico Mendes, a voz que não cala" (Veículo: Brasil de Fato – São Paulo/SP) | Sarah Oliveira Fernandes e Danilo Ramos | Venceu    |